# انشون
انشون (به لاتین: Anshun) یک شهر مرکزی در جمهوری خلق چین است که در گوئیژو واقع شده‌است.

## خصوصیات
انشون ۹٬۲۶۹ کیلومترمربع مساحت و ۲٬۲۹۷٬۳۳۹ نفر جمعیت دارد و ۱٬۳۸۰ متر بالاتر از سطح دریا واقع شده‌است.